# Zichovec
Zichovec település Csehországban, a Kladnói járásban. Zichovec Žerotín, Hořešovičky és Bílichov településekkel határos. Lakosainak száma 200 fő (2024. január 1.).

## Népesség
A település lakosságának változását az alábbi diagram mutatja:
| Lakosok száma | 157  | 180  | 148  | 113  | 87   | 76   | 136  | 159  | 196  | 200  |
|               | 1869 | 1890 | 1921 | 1950 | 1980 | 2001 | 2017 | 2019 | 2022 | 2024 |